# 다니엘 헤니
다니엘 필립 헤니(영어: Daniel Phillip Henney, 1979년 11월 28일 ~ )는 미국의 모델, 배우이다.
미국 미시간주 카슨시티 태생으로 아버지는 영국계 미국인, 어머니는 한국계 미국인이다. 혈액형은 O형이며, 취미는 기타 연주, 농구, 독서, 운동, 여행이다. 2001년에 모델로 연예계에 데뷔해 밀라노, 파리, 런던, 뉴욕, 홍콩에서 패션모델로 활동했다. 2005년에는 MBC 드라마 《내 이름은 김삼순》을 통해 대한민국에서 배우로 데뷔하였다. 이후 2007년 영화 《마이 파더》에서 친아버지를 찾아 주한미군에 지원한 입양아 제임스 파커 역을 열연하며 청룡영화상, 대종상 등 각종 영화제에서 신인상을 휩쓸었다. 2009년에는 슈퍼히어로 영화 《엑스맨 탄생: 울버린》에 캐스팅되어 미국 할리우드에 진출하였다.

### 영화
- 2006년 영화 《Mr. 로빈 꼬시기》 ... 로빈 헤이든 역
- 2007년 영화 《마이 파더》 ... 제임스 파커 / 공은철 역
- 2009년 영화 《엑스맨 탄생: 울버린》 ... 데이비드 노스 / 제로 요원 역
- 2012년 영화 《파파》 ... 다니엘 역
- 2013년 영화 《일야경희》 ... 저우비안 역
- 2013년 영화 《상하이 콜링》 ... 샘 역
- 2013년 영화 《라스트 스탠드》 ... 필 헤이즈 역
- 2013년 영화 《스파이》 ... 라이언 역
- 2014년 영화 《빅 히어로 6》 ... 타다시 역 (목소리 출연)
- 2019년 영화 《돈》 ... 로이 리 역 (특별출연)
- 2022년 영화 《공조 2: 인터내셔날》 ... FBI 요원 잭 역
- 2023년 영화 《서치 2》 ... 일라이자 박 역
- 2024년 영화 《도그데이즈》 ... 다니엘 역

### TV 드라마
| 연도      | 제목                            | 역할                             | 방송사        | 비고                                                    |
| --------- | ------------------------------- | -------------------------------- | ------------- | ------------------------------------------------------- |
| 2005      | 내 이름은 김삼순                | 헨리 킴                          | MBC           |                                                         |
| 2005      | 안녕, 프란체스카 (시즌 2)       | 다니엘 (무인도에 사는 인간 남자) | MBC           | 2화, 게스트                                             |
| 2006      | 봄의 왈츠                       | 필립                             | KBS2          |                                                         |
| 2008      | 온에어                          | 본인                             | SBS           | 카메오                                                  |
| 2009      | 쓰리 리버스                     | 데이비드 리                      | CBS           |                                                         |
| 2010      | 도망자 플랜 B                   | 카이                             | KBS2          |                                                         |
| 2012~2013 | 하와이 파이브-0                 | 마이클 노시무리                  | CBS           | 3화, 게스트                                             |
| 2014      | 레볼루션                        | 피터 가너                        | NBC           | 3화, 게스트                                             |
| 2014      | NCIS: 로스 앤젤레스             | NCIS 요원 폴 안젤로              | CBS           | 에피소드: "Three Hearts"                                |
| 2015~현재 | 크리미널 마인드                 | 맷 시몬스                        | CBS           | 스페셜 게스트 (시즌 10 & 12) 시리즈 고정 (시즌 13–현재) |
| 2016~2017 | 크리미널 마인드: 국제범죄수사팀 | 맷 시몬스                        | CBS           |                                                         |
| 2016      | 디어 마이 프렌즈                | 마크 스미스                      | tvN           | 카메오                                                  |
| 2021      | 시간의 바퀴                     | 알란 맨드래고란                  | 프라임 비디오 |                                                         |
| 2022      | 연예인 매니저로 살아남기        | 다니엘 헤니                      | tvN           |                                                         |

## 방송
| 연도 | 방송사   | 제목                                | 역할   | 비고                  |
| ---- | -------- | ----------------------------------- | ------ | --------------------- |
| 2008 | On Style | 김하늘 & 다니엘 헤니의 7일간의 사랑 | 본인   | [ 7 ]                 |
| 2016 | MBC      | 나 혼자 산다 - 무지개 라이브        | 게스트 | 2016.12.16~2016.12.23 |

## 음반 참여
- 2006년 《Mr. 로빈 꼬시기 O.S.T Preview》 다니엘 헤니 & 알렉스 - Kissing Me! (feat. 엄정화)
- 2007년 《마이 파더 O.S.T》 다니엘 헤니 & 김영철 - More Than I Can Say
- 2007년 《마이 파더 O.S.T》 다니엘 헤니 - Diana

## 광고
| 연도      | 기업명                       | 제품명                                                                   | 종류                        | 공동 출연        |
| --------- | ---------------------------- | ------------------------------------------------------------------------ | --------------------------- | ---------------- |
| 2005      | 한국코카콜라                 | 미닛메이드 후레쉬믹스                                                    | 주스음료                    | 정려원           |
| 2005      | 금호아시아나그룹             | 아시아나항공                                                             | 항공사                      |                  |
| 2005      | 한국지엠                     | 젠트라(쉐보레 아베오)                                                    | 자동차                      |                  |
| 2005~2006 | 삼성물산 패션부문            | 빈폴                                                                     | 의류                        | 기네스 펠트로    |
| 2005~2006 | LG전자                       | 싸이언(CYON)                                                             | 휴대폰                      | 김태희, 현빈     |
| 2005~2006 | (주)씨제이오쇼핑             | CJ홈쇼핑                                                                 | 홈쇼핑                      | 이보영           |
| 2006      | 해태아이스                   | 부라보콘 초코청크                                                        | 아이스크림                  |                  |
| 2006      | 중앙건설                     | 하이츠                                                                   | 아파트                      |                  |
| 2006      | 한국로레알                   | 비오템 UV                                                                | 화장품                      | 이효리           |
| 2006~2013 | 한국로레알                   | 비오템 옴므(BIOTHERM HOMME)                                              | 화장품                      |                  |
| 2007      | 부방테크론(웅진)             | 쿠첸                                                                     | 전기밥솥                    |                  |
| 2007      | SK텔레콤                     | TU미디어 TU                                                              | 통신사                      | 러지얼           |
| 2007~2008 | 롯데네슬레코리아             | 테이스터스초이스                                                         | 커피                        |                  |
| 2008~2009 | LG전자                       | 엑스캔버스                                                               | TV가전                      |                  |
| 2009      | LG전자                       | 아레나(ARENA)폰                                                          | 휴대폰                      |                  |
| 2009~2010 | 두산건설                     | 두산 위브 더제니스                                                       | 아파트                      |                  |
| 2010      | 아웃백스테이크하우스 코리아  | 아웃백스테이크하우스                                                     | 레스토랑 프랜차이즈         |                  |
| 2010      | LG전자                       | 싸이언 cafe                                                              | 휴대폰                      | 신세경           |
| 2011      | LS네트웍스                   | 프로스펙스 R                                                             | 스포츠 브랜드               |                  |
| 2012~2016 | (주)현대증권                 | 현대증권                                                                 | 증권사                      | 수현             |
| 2013~2014 | 대유위니아                   | 프라우드 냉장고                                                          | 생활가전                    |                  |
| 2014~     | (주)와이드앵글(케이투코리아) | 와이드앵글                                                               | 골프웨어                    | 김사랑           |
| 2017      | 매일유업                     | 상하치즈 더블업                                                          | 식품                        |                  |
| 2017      | 하이트진로                   | 하이트 엑스트라 콜드                                                     | 주류                        |                  |
| 2017~     | 한국맥도날드                 | 맥도날드 맥카페 스무디                                                   | 주스음료                    |                  |
| 2017~     | 한국맥도날드                 | 맥도날드 시그니처 버거                                                   | 패스트푸드                  |                  |
| 2017~     | (주)화승                     | 머렐 아웃도어                                                            | 아웃도어 의류               |                  |
| 2017~     | (주)스팀보이                 | 스팀보이 온수매트                                                        | 프리미엄 수면 가전 브랜드   |                  |
| 2017~     | 샘표식품                     | 폰타나                                                                   | 서양식 전문 프리미엄 브랜드 |                  |
| 2018~     | 캐딜락 코리아                | 캐딜락 에스컬레이드                                                      | 자동차                      |                  |
| 2018~     | (주)해피콜                   | 해피콜                                                                   | 블랜더                      |                  |
| 2018~     | (주)에어필립(Air PhiLip)     | 에어필립                                                                 | 항공사                      |                  |
| 2019~     | 한국코카콜라                 | 조지아 커피                                                              | 커피음료                    |                  |
| 2019~     | 쿠쿠전자(주)                 | 쿠쿠 정수기(쿠쿠 코크 살균 정수기 인앤아웃 슬림, 쿠쿠 얼음정수기 아이스) | 생활가전                    |                  |
| 2020~현재 | 폰타나                       | 폰타나 수프                                                              | 수프                        | 나머지 스태프 및 |
| 2021~현재 | (주)십사일동안               | 14일동안 칼로리바                                                        | 다이어트                    |                  |

## 수상 및 후보
| 년도 | 상                                | 부문                  | 작품                | 결과 | 출처          |
| ---- | --------------------------------- | --------------------- | ------------------- | ---- | ------------- |
| 2005 | MBC 연기대상                      | 남자 신인상           | 내 이름은 김삼순    | 수상 | [ 9 ]         |
| 2005 | MBC 방송연예대상                  | 베스트드레서상        | 빈칸                | 수상 |               |
| 2006 | 제4회 동아TV 패션 뷰티 어워즈     | 베스트드레서상        | 빈칸                | 수상 | [ 10 ]        |
| 2007 | 제44회 대종상                     | 신인남우상            | Mr. 로빈 꼬시기     | 후보 |               |
| 2007 | 제3회 프리미어 라이징 스타 어워즈 | 남우주연상            | 마이 파더           | 수상 |               |
| 2007 | 제6회 대한민국 영화대상           | 신인남우상            | 마이 파더           | 수상 |               |
| 2007 | 제27회 한국영화평론가협회상       | 신인남우상            | 마이 파더           | 수상 | [ 10 ]        |
| 2007 | 제28회 청룡영화상                 | 신인남우상            | 마이 파더           | 수상 |               |
| 2007 | 씨네21 영화상                     | 올해의 남자신인배우   | 마이 파더           | 수상 |               |
| 2008 | 제16회 춘사영화상                 | 올해의 신인남우상     | 마이 파더           | 수상 | [ 10 ]        |
| 2008 | 제31회 황금촬영상                 | 신인남우상            | 마이 파더           | 수상 |               |
| 2008 | 제45회 대종상                     | 신인남우상            | 마이 파더           | 수상 | [ 11 ]        |
| 2009 | 제12회 상하이 국제 영화제         | 스타상                | 빈칸                | 수상 |               |
| 2010 | 피플 초이스 어워드                | 좋아하는 온-스크린 팀 | 엑스맨 탄생: 울버린 | 후보 | [ 12 ]        |
| 2012 | 제13회 뉴포트 비치 영화제         | 연기 부문 우수상      | 상하이 콜링         | 수상 |               |
| 2012 | 제15회 상하이 국제 영화제         | 최고 신인연기자상     | 상하이 콜링         | 수상 | [ 10 ] [ 13 ] |
| 2022 | 제43회 청룡영화상                 | 남우조연상            | 공조 2: 인터내셔날  | 후보 |               |
| 2022 | 제43회 청룡영화상                 | 청정원 인기스타상     | 공조 2: 인터내셔날  | 수상 |               |
| 2023 | 제43회 황금촬영상                 | 심사위원특별상        | 공조 2: 인터내셔날  | 수상 |               |

## 같이 보기
- 하인스 워드
- 션 리차드